# Albert Günther
Pour les articles homonymes, voir Günther.
Albert Günther, de son nom complet Albrecht Carl Ludwig Gotthilf Günther ou Albert Charles Lewis Gotthilf Günther, est un zoologiste, herpétologiste et un ichtyologiste britannique d'origine allemande, né le 3 octobre 1830 à Esslingen dans le royaume de Wurtemberg et mort le 1er février 1914 à Hampton Wick (en) (London Borough of Richmond upon Thames).

## Biographie
Il fait des études de théologie à l'université de Tübingen en 1847 et entre dans les ordres, dans l'Église luthérienne, quatre ans plus tard. Mais passionné par l'histoire naturelle, il se tourne vers des études de médecine, sans doute influencé par l'enseignement de Wilhelm Ludwig Rapp (1794-1868).
Il obtient un doctorat de philosophie en 1853 et entreprend alors des études de médecine à Berlin où il suit notamment les cours de Johannes Peter Müller (1801-1858). En 1854, il se rend à Bonn où il entame une importante collaboration avec Franz Hermann Troschel (1810-1882).
En 1857, il offre ses services à John Edward Gray (1800-1875), conservation du département de zoologie du British Museum où il succédera à ce poste en 1875. Gray l'embauche pour réaliser le catalogue des collections de serpents du muséum. Il publie, quatre mois plus tard, le Catalogue of Colubrine Snakes (1858) résultant de l'examen de 3 100 spécimens. Gray lui assigne alors la réalisation du catalogue des grenouilles que Günther termine également en quatre mois, Catalogue of the Batrachia Salientia (1858 [1859]).
Compte tenu de la rapidité de son travail, Gray offre alors à Günther la possibilité de se lancer dans une tâche digne des travaux d'Hercule : l'inventaire des collections de poissons du muséum qui l'occupera toute sa vie. Le Catalogue of the Fishes of the British Museum paraît en huit volumes de 1859 à 1870. Il y décrit 6 843 espèces et il signale 1 682 espèces douteuses. Ce Catalogue va jouer un rôle important en ichtyologie en stimulant le développement d'études sur les poissons.
Parallèlement à ses travaux en ichtyologie, il continue de faire des recherches sur les reptiles et les amphibiens. Il fait paraître en 1864, Reptiles of British India, publication que Gray n'approuve pas.
En 1867, il établit que le genre Sphenodon de Nouvelle-Zélande n'appartient pas aux lézards mais est le seul représentant actuel d'un ordre éteint : les Rhynchocephalia.
Il devient membre de la Royal Society en 1867 et préside la Société linnéenne de Londres de 1896 à 1900. Il devient lauréat de la médaille linnéenne en 1904.
Comme Gray avant lui, Günther participe activement à l'accroissement des collections du muséum. Sous sa direction, celles-ci passent de 1,3 million de spécimens à 2,2 millions. La période d'expansion coloniale que connaît à l'époque le Royaume-Uni est favorable à la récolte de nombreux spécimens. Günther est aussi responsable du déménagement des collections du British Museum de Bloomsbury à South Kensington après la construction de nouveaux bâtiments et de la bibliothèque.
En 1865, il fonde le The Zoological Record (en), qui répertorie toutes les publications zoologiques.
Il fait venir George Albert Boulenger (1858-1937) qui prend sa succession à la tête du département des vertébrés inférieurs en 1879 et qui contribuera à son tour à l'accroissement des collections et des connaissances, notamment en herpétologie. Sa bibliothèque est acquise en partie par l’ichtyologiste américain Carl H. Eigenmann (1863-1927), la bibliothèque de ce dernier sera acquise à son tour par Carl Leavitt Hubbs (1894-1979).

### Liste partielle des publications
- 1858 : Catalogue of the Batrachia Salientia in the collection of the British Museum. Londres.
- 1860 : Catalogue of the acanthopterygian fishes in the collection of the British Museum. 2. Squamipinnes, Cirrhitidae, Triglidae, Trachinidae, Sciaenidae, Polynemidae, Sphyraenidae, Trichiuridae, Scombridae, Carangidae, Xiphiidae. Londres : i-xxi + 1-548.
- 1861 : Catalogue of the acanthopterygian fishes in the collection of the British Museum. 3. Gobiidae, Discoboli, Pediculati, Blenniidae, Labyrinthici, Mugilidae, Notacanthi. Londres : i–xxv + 1–586 + i–x.
- 1863 : On new specimens of Snakes in the collection of the British Museum. Sep. Annals Mag. Nat. Hist., 1-6.
- 1863 : Third account of new species of snakes in the collection of the British Museum. Sep. Annals Mag. Nat. Hist., 1-17.
- 1864 : Report on a collection of Reptiles and Fishes made by Dr. Kirk in the Zambesi and Nyassa regions. Sep. Proceed. Zool. Soc. London, 1-12.
- 1864 : Descriptions of new species of Batrachians from West Africa. Sep. Proceed. Zool. Soc. London, 1-4.
- 1865 : Fourth account of new species of snakes in the collection of the British Museum. Sep. Annals Mag. Nat. Hist., 1-10.
- 1867 : Contribution to the anatomy of Hatteria (Rhynchocephalus, Owen). Sep. Philosophical Transactions, II: 1-36.
- 1867 : Descriptions of some new or little-known species of Fishes in the collection of the British Museum. Proceedings of the Zoological Society of London, Jan. 24: 99-104.
- 1868 : Sixth account of new species of snakes in the collection of the British Museum. Sep. Annals Mag. Nat. Hist., 1-17.
- 1868 : First account of species of Tailless Batrachians added to the collection of the British Museum. Proceedings of the Zoological Society of London (III), June 25: 478-490.
- 1868 : Report on a collection of Fishes made at St. Helena by J.C. Meliss. Proceedings of the Zoological Society of London (II): 225-228.
- 1868 : Descriptions of freshwater Fishes made from Surinam and Brazil. Proceedings of the Zoological Society of London (II): 229-246.
- 1872 : Seventh account of new species of snakes in the collection of the British Museum. Annals Mag. Nat. Hist., 13-37.
- 1874 : Description of a new European Species of Zootoca. Annals and Magazine of Natural History, August.
- 1874 : Descriptions of some new or imperfectly known species of Reptiles from the Camaroon Mountains. Proceedings of the Zoological Society, London, June 16: 442-445.
- 1875 : Second report on collection of Indian Reptiles obtained by the British Museum. Proceedings of the Zoological Society, London, March 16 : 224-234.
- 1875 : Third report on collections of Indian Reptiles obtained by the British Museum. Proceedings of the Zoological Society of London: 567-577.
- 1876 : Statement regarding dr. Welwitsch's Angola Reptiles. Jornal de Sciencias Mathematicas, Physicas e Naturaes, Academia Real das Sciencias de Lisboa, V (20): 275-276.
- 1876 : Notes on a small collection brought by Lieut. L. Cameron, from Angola. Proceedings of the Zoological Society of London, p. 678.
- 1876 : Remarks on some Indian and, more especially, Bornean Mammals. Proceedings of the Zoological Society of London, III: 424-428.
- 1876 : Carta para Bocage, do Zoological Department (British Museum), 26 de Junho, a falar de Welwitsch. Arquivo histórico do Museu Bocage, CE/G-88.
- 1877 : Notice of two large extinct lizards formerly inhabiting the Mascarene Islands. Sep. Linnean Society's Journal - Zoology, vol. 13: 321-328.
- 1878 : On Reptiles from Midian collected by Major Burton. Proceedings of the Zoological Society of London: 977-978. 1 estampa.
- 1879 : The extinct reptiles of Rodriguez. Sep. Philosoph. Trans. Roy. Soc., 168 (extra-vol.), London: 470-472.
- 1879 : List of the Mammals, Reptiles, and Batrachians sent by Mr. Everett from the Philippine Islands. Proceedings of the Zoological Society, London, January 14: 74-79.
- 1882 : Observations on some rare Reptiles and a Batrachian now or lately living in the Society's Menagerie. Transactions of the Zoological Society, London VI, part VII (1) : 215-222, pl. 42-46.
- 1885 : Note on a supposed melanotic variety of the Leopard, from South Africa. Proceedings of the Zoological Society of London, March 3: 243-245, illustration de Felis leopardus.
- 1888 : Contribution to the knowledge of Snakes of Tropical Africa. Annals Mag. Nat. Hist., (6), 1: 322-335. Ahoetulla bocagei, sp. nov.. Angola.
- 1888 : Report on a collection of Reptiles and Batrachians sent by Emin Pasha from Monbuttu, Upper Congo. Proceed. Zool. Soc. London, 50-51.
- 1895 : Notice of Reptiles and Batrachians collected in the Eastern Half of Tropical Africa. Annals Mag. Nat. Hist., (6) 15: 523-529.